# Antonio Ascenzi
Antonio Ascenzi (Boulogne-sur-Mer, 4 maggio 1915 – Albano Laziale, 17 dicembre 2000) è stato un medico, paleontologo e anatomopatologo italiano.
È considerato la figura più importante nella paleopatologia italiana.

## Biografia
Si laureò nel 1940 in medicina e chirurgia all'Università La Sapienza di Roma, e qui trascorse gran parte della sua carriera accademica, come professore di anatomia e istologia patologica (1951-1959, 1968-1985), antropologia (1960), e paleontologia umana (1960-63). Insegnò anche anatomia e istologia patologica all'Università di Pisa tra il 1960 e il 1963 e nuovamente nel 1966.
Pubblicò numerosi studi e ricerche su autorevoli riviste internazionali. Importanti molte delle sue ricerche, ad esempio quelle sulla mummia neolitica di Uan Muhuggiag in Libia e sulla mummia di Grottarossa. Rilevanti inoltre i suoi contributi alla  paleoantropologia, come gli studi sui Neanderthal del Monte Circeo e sul calvario medio-pleistocenico di Ceprano.
Nel 1964 fu insignito del premio Feltrinelli per le scienze mediche con indirizzo morfologico. Nel 1987 fu nominato socio nazionale dell'Accademia Nazionale dei Lincei. Fu inoltre membro del Consiglio superiore della pubblica istruzione dal 1966 al 1970 e presidente dell'Istituto Italiano di Paleontologia Umana (IsIPU) dal 1975 al 2000.